# Сюккюльвен
Сюккюльвен (норв. Sykkylven) — коммуна в губернии Мёре-ог-Ромсдал в Норвегии. Административный центр коммуны — город Сюккюльвен. Официальный язык коммуны — нюнорск. Население коммуны на 2007 год составляло 7491 чел. Площадь коммуны Сюккюльвен — 337,68 км², код-идентификатор — 1528.

## История населения коммуны
Население коммуны за последние 60 лет.

Статистика коммуны Сюккюльвен